# Londrina Esporte Clube
Londrina Esporte Clube es un club de fútbol,  localizado en la ciudad del nombre homónimo, en el norte del Estado de Paraná, en Brasil. Fue fundado el 5 de abril de 1956, y en la actualidad, juega en el Campeonato Brasileño de Serie C, después de haber estado durante tres años en la Serie B. Es uno de los principales clubes del interior de Paraná.

## Asistencias récords del Londrina
- Juegos del Estadio del Café

1. Londrina 1x0 Corinthians, 54.167 personas, 15 de febrero de 1978
2. Londrina 1x1 Flamengo, 45.094 personas, 21 de noviembre de 1979
3. Londrina 2x1 Grêmio Maringá, 43.711 personas, 29 de noviembre de 1981
4. Londrina 1x1 Flamengo, 41.428 personas, 22 de agosto de 1976
5. Londrina 0x0 Santos, 33.536 personas, 28 de marzo de 1982

## Plantilla 2024

#### Altas y bajas 2024 (invierno)
| Altas          | Altas          | Altas        | Altas                  | Altas |
| Jugador        | Posición       | Procedencia  | Tipo                   | Costo |
| -------------- | -------------- | ------------ | ---------------------- | ----- |
| Rayan          | Defensa        | Agente libre | Libre.                 | --    |
| Gustavo França | Centrocampista | Guarani      | Rescisión de contrato. | --    |

| Bajas         | Bajas    | Bajas   | Bajas          | Bajas |
| Jugador       | Posición | Destino | Tipo           | Costo |
| ------------- | -------- | ------- | -------------- | ----- |
| Gabriel Félix | Portero  | CSA     | Transferencia. | --    |

## Entrenadores
- Floreal Garro (?–mayo de 1958)[29]
- Motorzinho (septiembre de 1958–?)[30]
- Damião de Souza (?–septiembre de 1966)[31]
- Jorge Scaff (septiembre de 1966–?)[31]
- Danilo Alvim (agosto de 1976–octubre de 1976)[32][33]
- Francisco Sarno (noviembre de 1976–?)[34]
- Sílvio Pirilo (enero de 1977–abril de 1977)[35][36]
- Cláudio Aguirre (interino- abril de 1977)[36]
- Jacy Scaff y Cláudio Aguirre (interinos- abril de 1977–?)[37]
- Ivan Navarro (mayo de 1977–?)[38]
- Armando Renganeschi (septiembre de 1977–marzo de 1978)[39][40][41]
- Edson Madureira (interino- marzo de 1978)[42]
- Geraldo Roncatto (marzo de 1978–agosto de 1978)[43][44]
- Edson Madureira (interino- agosto de 1978–septiembre de 1978/septiembre de 1978–?)[44][45]
- Urubatão (marzo de 1981–septiembre de 1982)[46][47]
- Zequinha (septiembre de 1982–?)[47]
- Nasareno Silva (?–marzo de 1997)[48]
- Sergio Lopes (marzo de 1997–?)[48]
- Ivair Cenci (agosto de 2002–?)[49]
- Lívio Vieira (enero de 2004–?)[50]
- Zezito (marzo de 2005–?)[51]
- Lio Evaristo (agosto de 2006–diciembre de 2006)[52][53]
- Roberto Fonseca (diciembre de 2006–febrero de 2007)[54][55]
- Mauro Madureira (febrero de 2007–2007)[56]
- Dirceu Mattos (mayo de 2007–?)[57]
- Nei César (?–diciembre de 2008)[58]
- Mauro Madureira (diciembre de 2008–febrero de 2009)[59][60]
- Adalberto de Jesus (interino- febrero de 2009)[60]
- Itamar Bernardes (febrero de 2009–?)[61]
- Célio Silva (marzo de 2010–2010)[62]
- Vantuir de Moura (junio de 2010–?)[63]
- Cláudio Tencati (abril de 2011–noviembre de 2017)[64][65]
- Ricardinho (noviembre de 2017–marzo de 2018)[65][66]
- Marquinhos Santos (marzo de 2018–junio de 2018)[67][68]
- Sérgio Soares (junio de 2018–agosto de 2018)[69][70]
- Roberto Fonseca (agosto de 2018–abril de 2019)[71][72]
- Alemão (abril de 2019–agosto de 2019)[72][73]
- Claudio Tencati (agosto de 2019–septiembre de 2019)[74][75]
- Mazola Júnior (septiembre de 2019–noviembre de 2019)[76][77]
- Silvinho (interino- noviembre de 2019–diciembre de 2019)[77][78]
- Alemão (diciembre de 2019–enero de 2021 de 2020)[78][79]
- Silvinho (interino- enero de 2021/enero de 2021–marzo de 2021)[79][80][81]
- Roberto Fonseca (marzo de 2021–julio de 2021)[82][83]
- Edson Borges (interino- julio de 2021)[83]
- Márcio Fernandes (julio de 2021–diciembre de 2021)[84][85]
- Vinícius Eutrópio (diciembre de 2021–marzo de 2022)[86][87]
- Edinho (interino- marzo de 2022)[88]
- Adílson Batista (marzo de 2022–octubre de 2022)[89][90]
- Cyro Leães (interino- octubre de 2022–noviembre de 2022)[90]
- Edinho (noviembre de 2022–febrero de 2023)[91][92]
- Omar Feitosa (febrero de 2023)[92][93]
- Edson Vieira (interino- febrero de 2023–marzo de 2023)[93]
- Alexandre Gallo (marzo de 2023–mayo de 2023)[94][95]
- Edson Vieira (interino- mayo de 2023)[95]
- PC Gusmão (mayo de 2023–julio de 2023)[96][97]
- Franco Müeller (interino- junio de 2023–julio de 2023)[97]
- Eduardo Souza (julio de 2023–septiembre de 2023)[98][99]
- Roberto Fonseca (septiembre de 2023–noviembre de 2023)[100]
- Roberto Fonseca Filho (interino- noviembre de 2023–diciembre de 2023)[101]
- Emerson Ávila (diciembre de 2023–mayo de 2024)[102][103]
- Claudinei Oliveira (mayo de 2024–presente)[3]

## Palmarés
- Taça de Prata (1): 1980[104]
- Campeonato Paranaense (5): 1962, 1981,[6] 1992, 2014, 2021
- Copa Paraná (1): 2008
- Primeira Liga (1): 2017